# Linum trigynum
Linum trigynum is een plant uit de vlasfamilie die voorkomt in het Middellandse Zeegebied.

## Etymologie en naamgeving
- Synoniemen: Linum gallicum L., Cathartolinum gallicum (L.) Rchb., Chrysolinum gallicum (L.) Fourr., Linum aureum Waldst. & Kit.
- Frans: Lin de France

De botanische naam Linum is afkomstig van het Latijnse 'linum' (draad of linnen). De soortaanduiding trigynum is afkomstig van het Oudgriekse 'tri' (drie) en 'gyne' (vrouw), en verwijst naar het driehokkig vruchtbeginsel, het vrouwelijke geslachtsorgaan van de plant.

## Kenmerken
Linum trigynum is een tengere, eenjarige, kruidachtige plant, 10 tot 40 cm hoog, met een dunne, ronde en onbehaarde stengel en enkele draadvormige vertakkingen. Er is geen bladrozet. De stengelbladeren zijn verspreid ingeplant, tot 20 mm lang, zittend, lijn- tot lancetvormig, éénnervig, met een licht ruwe bladrand en een spitse top.
De bloemen zijn tot 1 cm breed, fel geel, en staan verspreid op de stengel in een ijle tuil. De kelkbladen zijn ovaal- tot lancetvormig, met een spitse top, even lang als het vruchtbeginsel. De gele kroonbladen zijn tweemaal zo lang als de kelkbladen. De meeldraden zijn eveneens geel. Het vruchtbeginsel is driehokkig, de vruchtjes klein en bolvormig.
De bloeitijd is van midden juni tot juli.

## Habitat, verspreiding en voorkomen
L. trigynum is een soort van zonnige tot licht beschaduwde plaatsen op zandige, voedselarme bodems, zoals graslanden, ruigtes, phrygana en lichte bossen.
Hij komt vooral voor in het Middellandse Zeegebied, westelijk Azië en het noorden van Afrika. In Frankrijk komt hij noordelijk voor tot aan de Loire.
... · 
L. alpinum · 
L. austriacum (Oostenrijks vlas) · 
L. bienne (Tweejarig vlas) · 
L. catharticum (Geelhartje) · 
L. leonii (Frans vlas) · 
L. narbonense · 
L. perenne (Overblijvend vlas) · 
L. suffruticosum · 
L. tenuifolium (Smal vlas) · 
L. trigynum · 
L. usitatissimum (Vlas) · 
L. viscosum (Kleverig vlas) · 
...